# 卡斯佩妥協方案

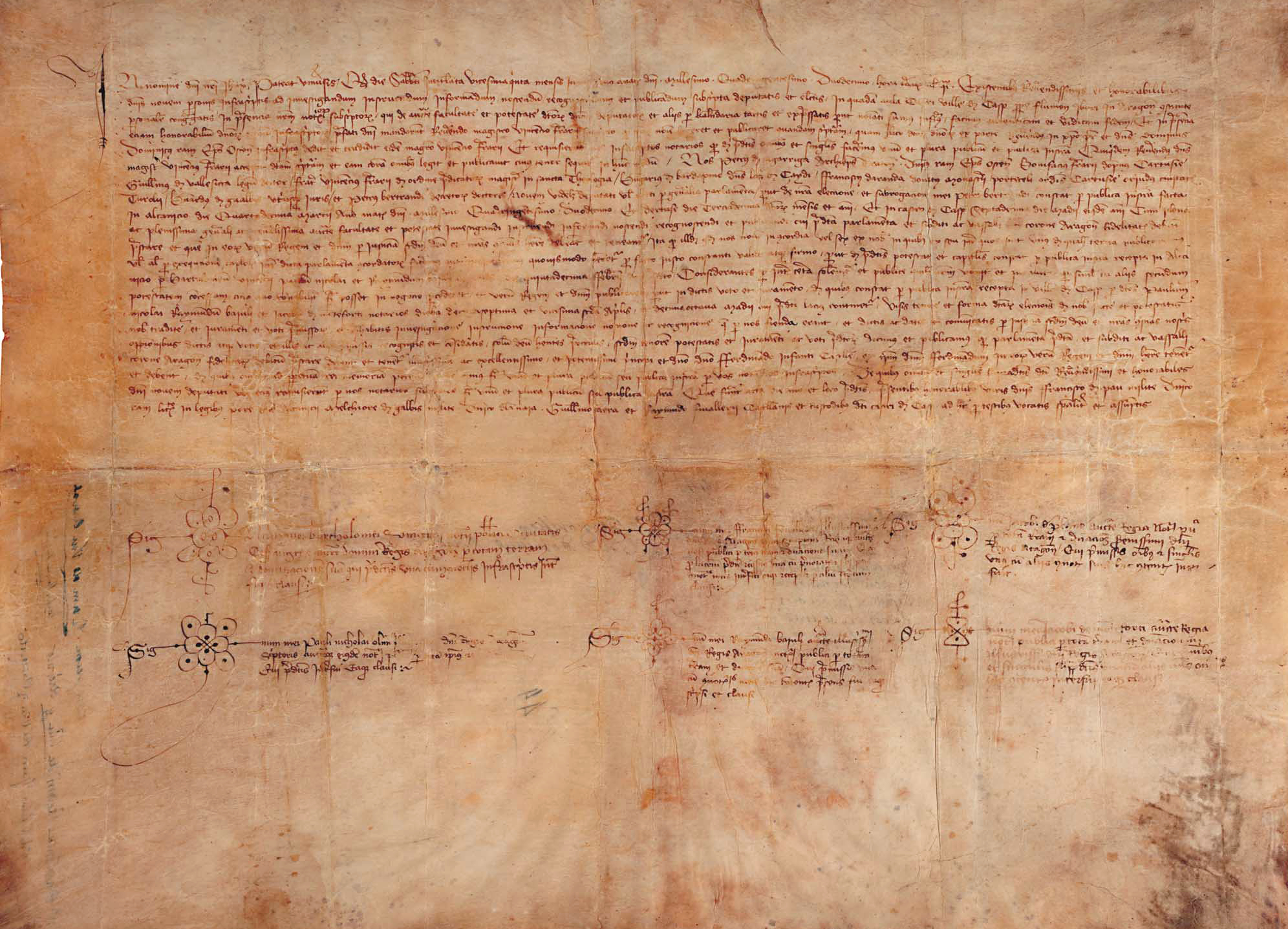
卡斯佩妥协方案的原件

卡斯佩妥协方案（英语：Compromise of Caspe；西班牙语：Compromiso de Caspe）是指在阿拉贡巴塞罗那王朝国王马丁一世无嗣而终后，关于决定谁来担任下一任阿拉贡国王的问题而在阿拉贡的卡斯佩地区制定的方案，最终以特拉斯塔马拉王朝的费尔南多一世当选为阿拉贡国王告终。

## 背景

### 阿拉贡政治传统
阿拉贡联合王国（含加泰罗尼亚、瓦伦西亚，1137-1716）作为中世纪伊比利亚半岛独特的复合君主制国家，其政治架构堪称前现代欧洲联邦制的典范。该王国由阿拉贡本部、加泰罗尼亚公国、瓦伦西亚王国、马略卡王国及地中海属地构成，实行"自由与忠诚的联合"原则，各成员通过《联合敕令》维系邦联关系。其中加泰罗尼亚的巴塞罗那伯国凭借《乌萨赫习惯法》（Usatges）维持独立司法体系，其议会（Corts Catalanes）由教士、贵族和市民代表组成，掌握征税权和立法权。瓦伦西亚王国更发展出独特的《富埃罗斯法典》（Furs），规定国王必须每三年召开议会，且未经地方同意不得征召军队。

### 特拉斯塔马拉王朝的崛起
14世纪，恩里克二世通过推翻兄长佩德罗一世（“残酷者”）建立特拉斯塔马拉王朝，依赖贵族与教会支持。该王朝通过婚姻与阿拉贡、纳瓦拉王室结盟，逐步扩大在伊比利亚的影响力。

## 王位继承危机（1410–1412年）
1410年，阿拉贡国王马丁一世去世，因无合法子嗣，阿拉贡王位空缺两年，引发继承权争夺。为了防止半个世纪前恩里克二世的内战再次上演，在多明我会等托钵修会的影响下，选择和平手段来解决王位问题逐渐为各方所接受。

### 主要候选人
特拉斯塔马拉的费尔南多（Fernando de Antequera）：卡斯蒂利亚特拉斯塔马拉王朝成员，他是卡斯蒂利亚国王恩里克三世的弟弟，在其兄长1406年去世后，拒绝继承卡斯蒂利亚王位，而是为侄子胡安二世摄政，与卡斯蒂利亚摄政势力关联密切。  
乌赫尔的海梅二世（Jaime II de Urgel）：阿拉贡本土贵族代表，主张维护地方传统特权。  
其他候选人包括安茹的路易和普拉德伯爵，但影响力较弱。

## 卡斯佩妥协方案（1412年）
为避免内战，阿拉贡各领地（阿拉贡、加泰罗尼亚、瓦伦西亚、马略卡）各派3名代表组成仲裁委员会，通过投票选定新王。  结果是特拉斯塔马拉的费尔南多以6票胜出，成为阿拉贡国王费尔南多一世（1412–1416年在位），特拉斯塔马拉王朝由此入主阿拉贡。

## 后续
海梅二世不满结果，发动叛乱但迅速失败，特拉斯塔马拉家族通过军事与政治手段巩固统治。尽管存在反对声音，卡斯佩妥协为费尔南多提供了法律与宗教认可的继承权。